# سعيدة بن حبيلس
سعيدة بن حبيلس سياسية جزائرية، شغلت منصب وزيرة منتدبة لدى رئيس الحكومة مكلفة بالتضامن الوطني بحكومة عبد السلام.